# Circuit Het Nieuwsblad espoirs 2012
La 47e édition du Circuit Het Nieuwsblad espoirs a eu lieu le 30 juin 2012. La course fait partie du calendrier UCI Europe Tour 2012 en catégorie 1.2. Elle a été remportée par Sander Helven (Ovyta-Eijssen-Acrog), suivi quinze secondes plus tard par son coéquipier Gregory Franckaert et vingt secondes plus tard par Dimitri Claeys (Van Der Vurst).

## Classement
| Classement général | Classement général  | Classement général | Classement général                 | Classement général |
|                    | Coureur             | Pays               | Équipe                             | Temps              |
| ------------------ | ------------------- | ------------------ | ---------------------------------- | ------------------ |
| 1er                | Sander Helven       | Belgique           | Ovyta-Eijssen-Acrog                | en 4 h 22 min 15 s |
| 2e                 | Gregory Franckaert  | Belgique           | Ovyta-Eijssen-Acrog                | + 15 s             |
| 3e                 | Dimitri Claeys      | Belgique           | Van Der Vurst                      | + 20 s             |
| 4e                 | Tom Dernies         | Belgique           | Wallonie Bruxelles-Crédit agricole | + 22 s             |
| 5e                 | Clément Lhotellerie | France             | Colba-Superano Ham                 | + 24 s             |
| 6e                 | Bjorn De Decker     | Belgique           | Terra Safety Shoes                 | + 28 s             |
| 7e                 | Tom Goovaerts       | Belgique           | Colba-Superano Ham                 | + 29 s             |
| 8e                 | Joeri Calleeuw      | Belgique           | BCV Works Ingelmunster             | m.t                |
| 9e                 | Kjell Van Driessche | Belgique           | EFC-Omega Pharma-Quick Step        | + 32 s             |
| 10e                | Justin Van Hoecke   | Belgique           | Wallonie Bruxelles-Crédit agricole | + 34 s             |
| modifier           |                     |                    |                                    |                    |